# Kärkeluoppal (Jukkasjärvi socken, Lappland, 758546-170824)
Kärkeluoppal är en sjö i Kiruna kommun i Lappland och ingår i Torneälvens huvudavrinningsområde. Sjön har en area på 0,175 kvadratkilometer och ligger 632,1 meter över havet. Kärkeluoppal ligger i Torneträsk-Soppero fjällurskog Natura 2000-område. Sjön avvattnas av vattendraget Kärkejåkka.

## Delavrinningsområde
Kärkeluoppal ingår i det delavrinningsområde (758480-170849) som SMHI kallar för Utloppet av Kärkejaure. Medelhöjden är 654 meter över havet och ytan är 11,96 kvadratkilometer. Det finns inga avrinningsområden uppströms utan avrinningsområdet är högsta punkten. Kärkejåkka som avvattnar avrinningsområdet har biflödesordning 3, vilket innebär att vattnet flödar genom totalt 3 vattendrag innan det når havet efter 435 kilometer. Avrinningsområdet består mestadels av sankmarker (19 procent) och kalfjäll (72 procent). Avrinningsområdet har 1,16 kvadratkilometer vattenytor vilket ger det en sjöprocent på 9,7 procent.